# Ordenssalarna

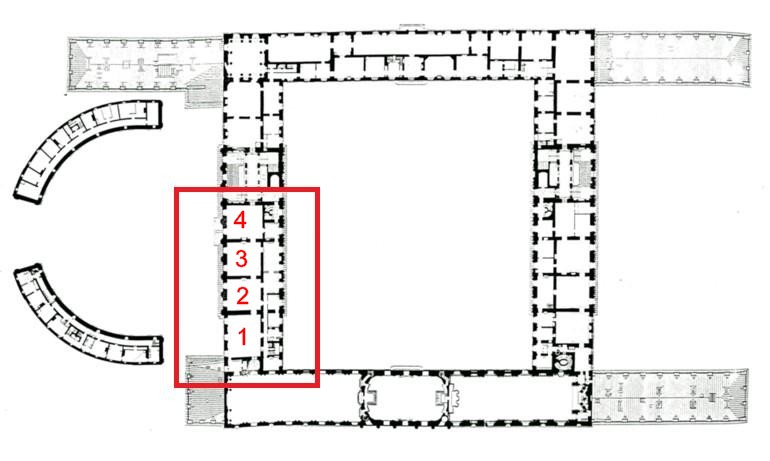
Orienteringsplan våning 1 trappa:
1. Serafimerordens sal
2. Svärdsordens sal
3. Nordenstjärneordens sal
4. Vasaordens sal

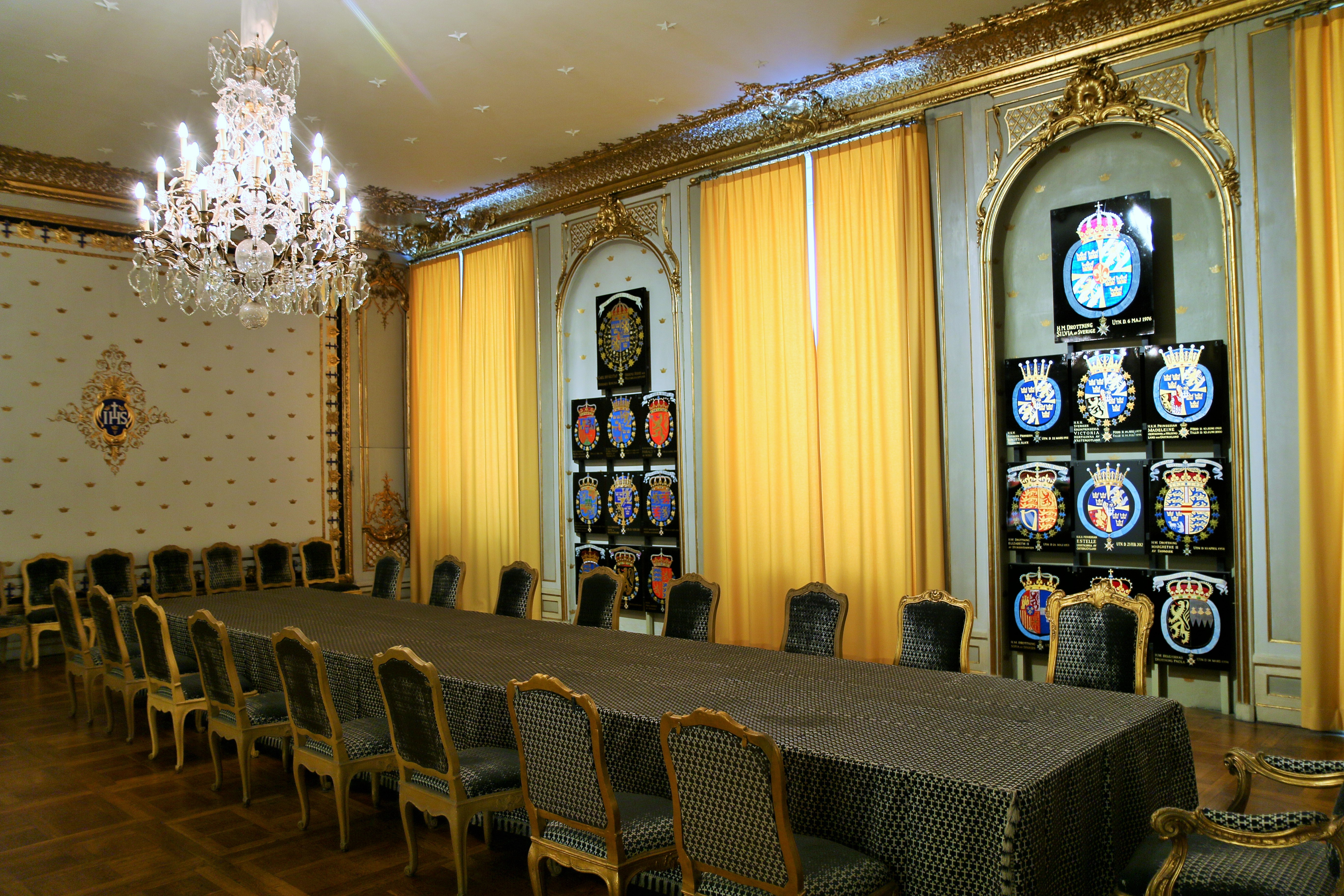
Serafimerordens sal 2015.

Ordenssalarna (tidigare Rådsvåningen) består av fyra salar, med tillhörande smårum, en trappa upp i den västra längan på Stockholms slott. Ursprungligen var den största salen avsedd för Kungl. Maj:ts Orden och de tre mindre för riksrådet. De inreddes av Carl Fredrik Adelcrantz. År 1866 fick salarna nya väggbeklädnader av papier-maché ritade av Fredrik Wilhelm Scholander efter de fyra svenska kungliga riddarordnarnas insignier.
Riksrådet flyttade in i samband med riksdagens högtidliga öppnande år 1755 och hade sitt första sammanträde i dem den 4 september samma år. Efter att kung Gustav III avskaffat rådet år 1789 stängdes våningen och togs i bruk igen först efter kungens död. Högsta domstolen disponerade de tre yttre salarna till och med år 1948. Idag har Kungl. Maj:ts Orden sitt kansli och sammanträdeslokaler i våningen. Sedan år 1993 visas i salarna en permanent utställning om det svenska ordensväsendet.

## Salarna

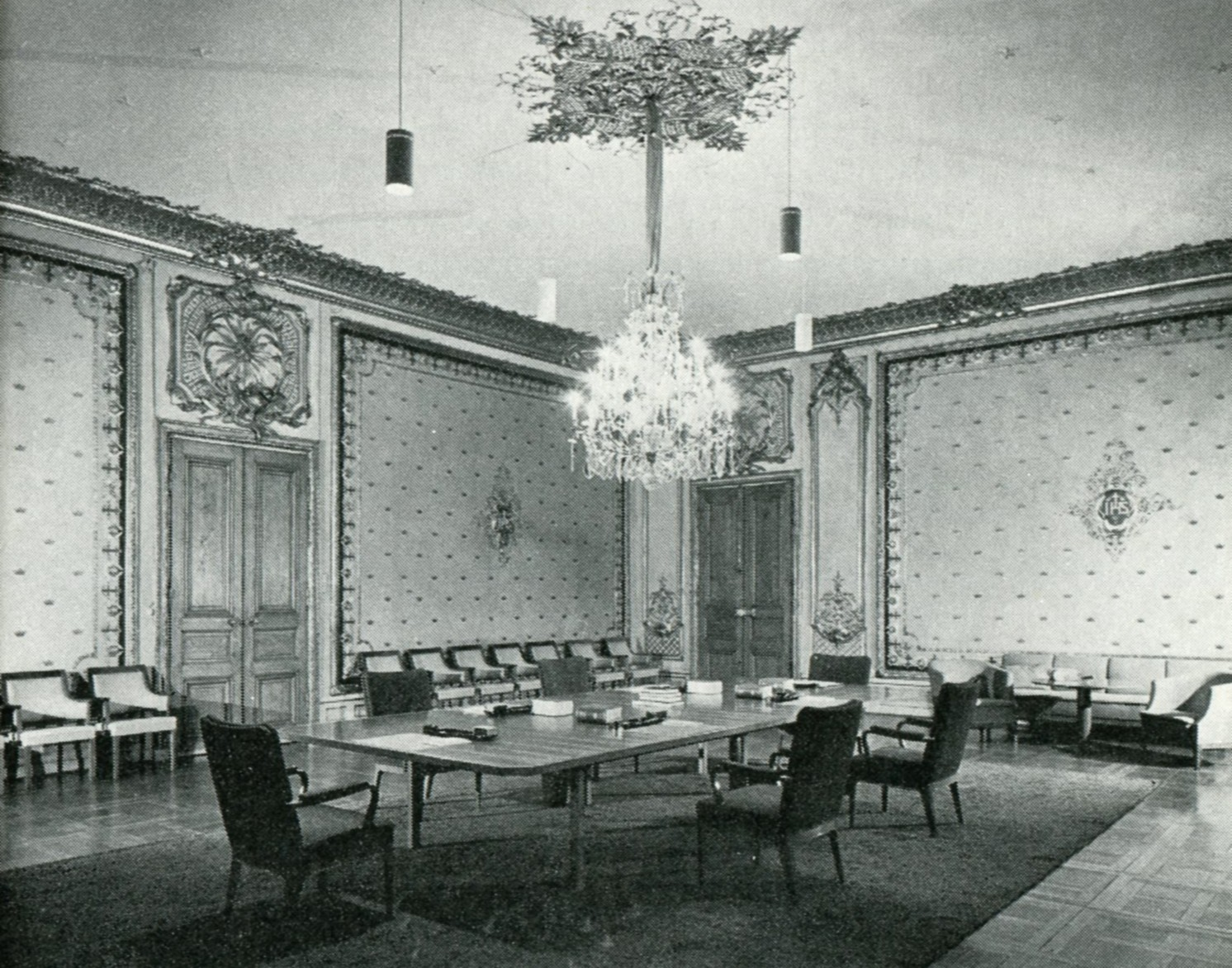
Serafimerordens sal, 1960-tal.

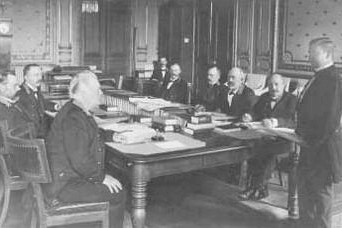
En avdelning av Högsta domstolen i Svärdsordens sal runt år 1900.

### Serafimerordens sal
Serafimerordens sal är våningens innersta och största rum. Den kallades ursprungligen för Riddarsalen och var och är avsedd för Kungl. Maj:ts Ordens sammanträden under konungens ordförandeskap (ordenskapitel) och andra ceremonier. Dörröverstyckena pryddes med de dåvarande tre svenska riddarordnarnas insignier.
Vid kungliga dödsfall lades liket i salen på lit de parade. Den kläddes då i svart sorgeskrud. Efter mordet på Gustaf III låg kungen här iklädd Serafimerordens stora dräkt. Ett barn trampades till döds och fyra vuxna klämdes ihjäl under uppståndelsen. 
År 1866 dekorerades salens väggar med Serafimerordens insignier. Änkedrottning Josefina jordfästes här 1876 enligt katolska kyrkans ritual.
Idag visas här bland annat Serafimerbaneret och serafimervapen för levande riddare och ledamöter av Serafimerorden.

### Svärdsordens sal
Tidigare Andra Kungl. Rådssalen eller Justitiesalen. Trofégrupper i hålkälen och dörröverstyckena symboliserar bl.a. krig, handel, näringar, konst och vetenskaper. Salen dekorerades 1866 med Svärdsordens insignier.

### Nordstjärneordens sal
Tidigare Första Kungl. Rådssalen. Salen dekorerades 1866 med Nordstjärneordens insignier.

### Vasaordens sal
Våningens första sal, ursprungligen drabantsal och avsedd för riksrådets livvakter (drabanter) och hade en mycket enkel inredning. Under den tid Högsta domstolen hade sammanträden i våningen användes salen som förrum. Salen dekorerades 1866 med Vasaordens insignier. Vid vissa tillfällen kan kungafamiljen ses vinka mot yttre borggården från ett av salens fönster.